# Liste des personnalités féminines historiques représentées dans la statuaire publique parisienne
Cet article recense les personnalités féminines représentées dans la statuaire publique à Paris, en France.

## Liste
Si Paris compte plusieurs centaines de statues érigées dans l'espace public, la plupart représentent des personnalités masculines. Les statues représentant des femmes sont, à l'exception des très nombreuses représentations de la Vierge Marie, le plus souvent des sculptures allégoriques (République, Justice, etc.) ou des personnages mythologiques (déesses des mythologies grecque ou romaine, etc.). Au total, Paris compte une cinquantaine de sculptures représentant des personnages historiques féminins.
Cette liste ne comprend pas non plus les statues de femmes érigées dans les cimetières de la capitale.
| Personnage                    | Sculpteur                    | Arrdt. | Lieu | Notes                                                                                  | Coordonnées                           | Photo |
| ----------------------------- | ---------------------------- | ------ | --- | -------------------------------------------------------------------------------------- | ------------------------------------- | ----- |
| Agrippine                     | Robert Doisy                 | 1er    | Jardin des Tuileries | Impératrice romaine (Ier siècle)                                                       | 48° 51′ 51″ nord, 2° 19′ 27″ est      |       |
| Berty Albrecht                | Michèle Forgeois             | 12e    | Place du Bataillon-du-Pacifique                                                                                         | Résistante française, morte prisonnière des nazis                                      | 48° 50′ 24″ nord, 2° 22′ 47″ est      |       |
| Anne d'Autriche               | Joseph Marius Ramus          | 6e     | Jardin du Luxembourg, série des Reines de France et Femmes illustres                                                    | Reine de France et de Navarre (XVIIe siècle)                                           | 48° 50′ 50″ nord, 2° 20′ 09″ est      |       |
| Anne de Bretagne              | Jean-Baptiste Joseph Debay   | 6e     | Jardin du Luxembourg, série des Reines de France et Femmes illustres                                                    | Reine de France (XVe siècle)                                                           | 48° 50′ 51″ nord, 2° 20′ 10″ est      |       |
| Anne de France                | Jacques-Édouard Gatteaux     | 6e     | Jardin du Luxembourg, série des Reines de France et Femmes illustres                                                    | Régente du royaume de France (XVe siècle)                                              | 48° 50′ 48″ nord, 2° 20′ 10″ est      |       |
| Anne-Marie-Louise d'Orléans   | Camille Demesmay             | 6e     | Jardin du Luxembourg, série des Reines de France et Femmes illustres                                                    | Cousine de Louis XIV                                                                   | 48° 50′ 46″ nord, 2° 20′ 16″ est      |       |
| Maryse Bastié                 | Félix Joffre                 | 15e    | Square Carlo-Sarrabezolles                                                                                              | Aviatrice française                                                                    | 48° 50′ 15″ nord, 2° 16′ 20″ est      |       |
| Bathilde                      | Victor Thérasse              | 6e     | Jardin du Luxembourg, série des Reines de France et Femmes illustres                                                    | Reine des Francs (VIIe siècle), sainte catholique                                      | 48° 50′ 51″ nord, 2° 20′ 17″ est      |       |
| Sarah Bernhardt               | François Sicard              | 17e    | Place du Général-Catroux                                                                                                | Actrice française                                                                      | 48° 52′ 56″ nord, 2° 18′ 39″ est      |       |
| Bertrade de Laon              | Eugène-André Oudiné          | 6e     | Jardin du Luxembourg, série des Reines de France et Femmes illustres                                                    | Reine des Francs (VIIIe siècle)                                                        | 48° 50′ 50″ nord, 2° 20′ 17″ est      |       |
| Bethsabée                     | Eugène-André Oudiné          | 1er    | Louvre, cour carrée, aile nord                                                                                          | Personnage de la Bible                                                                 |                                       |       |
| Blanche de Castille           | Auguste Dumont               | 6e     | Jardin du Luxembourg, série des Reines de France et Femmes illustres                                                    | Reine de France (XIIIe siècle)                                                         | 48° 50′ 48″ nord, 2° 20′ 09″ est      |       |
| Marguerite Boucicaut          | Paul Moreau-Vauthier         | 7e     | Square Boucicaut | Femme d'affaires et philanthrope (XIXe siècle), monument conjoint avec Clara de Hirsch | 48° 51′ 05″ nord, 2° 19′ 35″ est      |       |
| Campaspe                      | Auguste Ottin                | 1er    | Louvre, cour carrée, aile nord                                                                                          |                                                                                        |                                       |       |
| Sainte Catherine              |                              | 2e     | Angle rues de Cléry et Poissonnière                                                                                     |                                                                                        | 48° 51′ 55″ nord, 2° 20′ 51″ est      |       |
| Sainte Catherine              |                              | 4e     | Angle rues de Sévigné et Saint-Antoine                                                                                  |                                                                                        | 48° 51′ 19″ nord, 2° 21′ 43″ est      |       |
| Clémence Isaure               | Auguste Préault              | 6e     | Jardin du Luxembourg, série des Reines de France et Femmes illustres                                                    |                                                                                        | 48° 50′ 47″ nord, 2° 20′ 17″ est      |       |
| Cléopâtre                     | François-Auguste Fannière    | 1er    | Louvre, aile Lemercier                                                                                                  |                                                                                        |                                       |       |
| Clotilde                      | Jean-Baptiste-Jules Klagmann | 6e     | Jardin du Luxembourg, série des Reines de France et Femmes illustres                                                    |                                                                                        | 48° 50′ 52″ nord, 2° 20′ 11″ est      |       |
| Dalida                        | Aslan                        | 18e    | Place Dalida |                                                                                        | 48° 53′ 19″ nord, 2° 20′ 17″ est      |       |
| Maria Deraismes               | Louis-Ernest Barrias         | 17e    | Square des Épinettes |                                                                                        | 48° 53′ 38″ nord, 2° 19′ 35″ est      |       |
| Sainte Geneviève              | Paul Landowski               | 5e     | Pont de la Tournelle |                                                                                        | 48° 51′ 01″ nord, 2° 21′ 19″ est      |       |
| Sainte Geneviève              | Michel-Louis Victor Mercier  | 6e     | Jardin du Luxembourg, série des Reines de France et Femmes illustres                                                    |                                                                                        | 48° 50′ 50″ nord, 2° 20′ 19″ est      |       |
| Clara de Hirsch               | Paul Moreau-Vauthier         | 7e     | Square Boucicaut | Monument conjoint avec Marguerite Boucicaut                                            | 48° 51′ 05″ nord, 2° 19′ 35″ est      |       |
| Jeanne d'Albret               | Jean-Louis Brian             | 6e     | Jardin du Luxembourg, série des Reines de France et Femmes illustres                                                    |                                                                                        | 48° 50′ 47″ nord, 2° 20′ 18″ est      |       |
| Jeanne d'Arc                  | Félix Charpentier            | 18e    | Basilique Sainte-Jeanne-d'Arc                                                                                           | Héroïne de l'histoire de France, sainte catholique (XVe siècle)                        | 48° 53′ 29″ nord, 2° 21′ 36″ est      |       |
| Jeanne d'Arc                  | Émile-François Chatrousse    | 13e    | Boulevard Saint-Marcel                                                                                                  |                                                                                        | 48° 50′ 06″ nord, 2° 21′ 25″ est      |       |
| Jeanne d'Arc                  | Paul Dubois                  | 8e     | Place Saint-Augustin |                                                                                        | 48° 52′ 20″ nord, 2° 19′ 10″ est      |       |
| Jeanne d'Arc                  | Emmanuel Frémiet             | 1er    | Place des Pyramides |                                                                                        | 48° 51′ 50″ nord, 2° 19′ 56″ est      |       |
| Jeanne d'Arc                  | Hippolyte Lefèbvre           | 18e    | Basilique du Sacré-Cœur                                                                                                 |                                                                                        | 48° 53′ 11″ nord, 2° 20′ 36″ est      |       |
| Jeanne d'Arc                  | Holger Wederkinch            | 15e    | Île aux Cygnes, pont de Bir-Hakeim                                                                                      | Rebaptisée La France renaissante                                                       | 48° 51′ 20,75″ nord, 2° 17′ 16,2″ est |       |
| Jeanne d'Arc                  | Marie d'Orléans              | 16e    | Intersection de l'avenue Victor-Hugo et de la place Victor-Hugo, contre l'église Saint-Honoré-d'Eylau (église ancienne) | Réplique de la statue en marbre de 1837 conservée au château de Versailles             | 48° 52′ 10″ nord, 2° 17′ 05″ est      |       |
| Laure de Sade                 | Auguste Ottin                | 6e     | Jardin du Luxembourg, série des Reines de France et Femmes illustres                                                    |                                                                                        | 48° 50′ 45″ nord, 2° 20′ 11″ est      |       |
| Louise de Savoie              | Auguste Clésinger            | 6e     | Jardin du Luxembourg, série des Reines de France et Femmes illustres                                                    |                                                                                        | 48° 50′ 45″ nord, 2° 20′ 16″ est      |       |
| Marguerite d'Anjou            | Ferdinand Taluet             | 6e     | Jardin du Luxembourg, série des Reines de France et Femmes illustres                                                    |                                                                                        | 48° 50′ 45″ nord, 2° 20′ 16″ est      |       |
| Marguerite de Navarre         | Joseph-Stanislas Lescorné    | 6e     | Jardin du Luxembourg, série des Reines de France et Femmes illustres                                                    |                                                                                        | 48° 50′ 46″ nord, 2° 20′ 11″ est      |       |
| Marguerite de Provence        | Honoré Jean Aristide Husson  | 6e     | Jardin du Luxembourg, série des Reines de France et Femmes illustres                                                    |                                                                                        | 48° 50′ 51″ nord, 2° 20′ 11″ est      |       |
| Marie de Médicis              | Louis-Denis Caillouette      | 6e     | Jardin du Luxembourg, série des Reines de France et Femmes illustres                                                    |                                                                                        | 48° 50′ 46″ nord, 2° 20′ 11″ est      |       |
| Marie Stuart                  | Jean-Jacques Feuchère        | 6e     | Jardin du Luxembourg, série des Reines de France et Femmes illustres                                                    |                                                                                        | 48° 50′ 48″ nord, 2° 20′ 19″ est      |       |
| Mathilde de Flandre           | Jean-Jacques Elshoecht       | 6e     | Jardin du Luxembourg, série des Reines de France et Femmes illustres                                                    |                                                                                        | 48° 50′ 50″ nord, 2° 20′ 18″ est      |       |
| Phryné                        | Élias Robert                 | 1er    | Louvre, cour carrée, aile nord                                                                                          |                                                                                        |                                       |       |
| Édith Piaf                    | Lisbeth Delisle              | 20e    | Place Édith-Piaf |                                                                                        | 48° 51′ 53″ nord, 2° 24′ 19″ est      |       |
| George Sand                   | François Sicard              | 6e     | Jardin du Luxembourg |                                                                                        | 48° 50′ 48″ nord, 2° 20′ 23″ est      |       |
| Sappho                        | Pierre Loison                | 1er    | Louvre, cour carrée, aile nord                                                                                          |                                                                                        |                                       |       |
| Sappho                        | Pierre Travaux               | 1er    | Louvre, cour carrée, aile est                                                                                           |                                                                                        |                                       |       |
| Comtesse de Ségur             | Jean Boucher                 | 6e     | Jardin du Luxembourg |                                                                                        | 48° 50′ 43″ nord, 2° 20′ 04″ est      |       |
| Sainte Suzanne                | d'après François Duquesnoy   | 6e     | Jardin du Luxembourg | Ou posiblement Cérès                                                                   | 48° 50′ 53″ nord, 2° 20′ 16″ est      |       |
| Clotilde de Vaux              | Décio Villares               | 11e    | Rue Clotilde-de-Vaux |                                                                                        | 48° 51′ 28″ nord, 2° 22′ 06″ est      |       |
| Velléda                       | Hippolyte Maindron           | 6e     | Jardin du Luxembourg |                                                                                        | 48° 50′ 46″ nord, 2° 20′ 23″ est      |       |
| Valentine Visconti            | Victor Huguenin              | 6e     | Jardin du Luxembourg, série des Reines de France et Femmes illustres                                                    |                                                                                        | 48° 50′ 47″ nord, 2° 20′ 11″ est      |       |
| Élisabeth Vigée Le Brun       | Édouard Pépin                | 4e     | Façade de l'hôtel de ville                                                                                              |                                                                                        | 48° 51′ 10″ nord, 2° 22′ 47″ est      |       |
| Germaine de Staël             | Maurice Ferrary              | 4e     | Façade de l'hôtel de ville                                                                                              |                                                                                        | 48° 51′ 10″ nord, 2° 22′ 47″ est      |       |
| Marie-Thérèse Rodet Geoffrin  | Jules Franceschi             | 4e     | Façade de l'hôtel de ville                                                                                              |                                                                                        | 48° 51′ 10″ nord, 2° 22′ 47″ est      |       |
| Manon Roland                  | Émile-François Chatrousse    | 4e     | Façade de l'hôtel de ville                                                                                              |                                                                                        | 48° 51′ 10″ nord, 2° 22′ 47″ est      |       |
| Madame de Sévigné             | Eugène-Antoine Aizelin       | 4e     | Façade de l'hôtel de ville                                                                                              |                                                                                        | 48° 51′ 10″ nord, 2° 22′ 47″ est      |       |
| George Sand                   | Charles-Arthur Bourgeois     | 4e     | Façade de l'hôtel de ville                                                                                              |                                                                                        | 48° 51′ 10″ nord, 2° 22′ 47″ est      |       |
| Mademoiselle Mars (médaillon) | Bénédict Rougelet            | 4e     | Façade de l'hôtel de ville                                                                                              |                                                                                        | 48° 51′ 10″ nord, 2° 22′ 47″ est      |       |
| Solitude                      | Didier Audrat                | 17e    | jardin Solitude | Première statue d'une femme noire à Paris Dévoilé le 10 mai 2022.                      | 48° 52′ 58″ nord, 2° 18′ 37″ est      |       |